# Pelidnota flavovittata
Pelidnota flavovittata är en skalbaggsart som beskrevs av Perty 1832. Pelidnota flavovittata ingår i släktet Pelidnota och familjen Rutelidae. Inga underarter finns listade i Catalogue of Life.